# OXER1
OXER1 (англ. Oxoeicosanoid receptor 1) – білок, який кодується однойменним геном, розташованим у людей на короткому плечі 2-ї хромосоми.  Довжина поліпептидного ланцюга білка становить 423 амінокислот, а молекулярна маса — 45 811.
| 10         |  | 20         |  | 30         |  | 40         |  | 50         |
| ---------- |  | ---------- |  | ---------- |  | ---------- |  | ---------- |
| MLCHRGGQLI |  | VPIIPLCPEH |  | SCRGRRLQNL |  | LSGPWPKQPM |  | ELHNLSSPSP |
| SLSSSVLPPS |  | FSPSPSSAPS |  | AFTTVGGSSG |  | GPCHPTSSSL |  | VSAFLAPILA |
| LEFVLGLVGN |  | SLALFIFCIH |  | TRPWTSNTVF |  | LVSLVAADFL |  | LISNLPLRVD |
| YYLLHETWRF |  | GAAACKVNLF |  | MLSTNRTASV |  | VFLTAIALNR |  | YLKVVQPHHV |
| LSRASVGAAA |  | RVAGGLWVGI |  | LLLNGHLLLS |  | TFSGPSCLSY |  | RVGTKPSASL |
| RWHQALYLLE |  | FFLPLALILF |  | AIVSIGLTIR |  | NRGLGGQAGP |  | QRAMRVLAMV |
| VAVYTICFLP |  | SIIFGMASMV |  | AFWLSACRSL |  | DLCTQLFHGS |  | LAFTYLNSVL |
| DPVLYCFSSP |  | NFLHQSRALL |  | GLTRGRQGPV |  | SDESSYQPSR |  | QWRYREASRK |
| AEAIGKLKVQ |  | GEVSLEKEGS |  | SQG        |  |            |  |            |

A: Аланін

C: Цистеїн

D: Аспарагінова кислота

E: Глутамінова кислота

F: Фенілаланін

G: Гліцин

H: Гістидин

I: Ізолейцин

K: Лізин

L: Лейцин

M: Метіонін

N: Аспарагін

P: Пролін

Q: Глутамін

R: Аргінін

S: Серин

T: Треонін

V: Валін

W: Триптофан

Кодований геном білок за функціями належить до рецепторів, g-білокспряжених рецепторів, білків внутрішньоклітинного сигналінгу. 
Задіяний у такому біологічному процесі як поліморфізм. 
Локалізований у клітинній мембрані, мембрані.